# Bascharage
Bascharage är en stad och tidigare en kommun i Luxemburg. Sedan 1 januari 2012 ingår detta område i kommunen Käerjeng. Området ligger i kantonen Canton de Capellen och distriktet Luxemburg, i den sydvästra delen av landet, 17 kilometer väster om huvudstaden Luxemburg. Antalet invånare är 7 495. Arean är 19,1 kvadratkilometer.